# Bernhard Kutzer
Bernhard Kutzer (tschechisch und polnisch: Bernard Kutzer; * 27. Juni 1794 in Niedergrund, Österreichisch-Schlesien; † 12. Dezember 1864 in Obergrund, Österreichisch-Schlesien) war ein schlesischer Bildhauer und Maler des Spätbarock und Begründer der Bildhauerwerkstatt Kutzer. Er verarbeitete vor allem Holz, wegen der Präzision seiner Arbeiten wurde er als Schlesischer Riemenschneider bezeichnet. Weiterhin schuf er gusseiserne Kreuze. 

## Leben
Kutzer war eines von 14 Kindern des Niedergrunder Müllers Johann Nepomuk Kutzer und dessen Frau Theresia, geb. Jokisch. Nachdem er bereits als Kind sein künstlerisches Talent als Schnitzer gezeigt hatte, schickten ihn seine Eltern mit zwölf Jahren zur Lehre beim Gurschdorfer Bildhauer Keller. Dieser setzte sich bei Fürstbischof Joseph Christian Franz zu Hohenlohe-Waldenburg-Bartenstein für die Finanzierung eines Studiums für seinen talentierten Lehrjungen ein. Diese Pläne zerschlugen sich jedoch durch eine Erkrankung Kutzers und den Tod des Fürstbischofs. Kutzer vervollkommnete danach seine künstlerischen Fähigkeiten autodidaktisch durch Studium der Werke der großen holländischen und italienischen Meister. Er errichtete in Obergrund Nr. 34 ein Haus, in dem er eine eigene Werkstatt eröffnete. Dort bildete er seine Stiefbrüder Cyrill und Patricius Kasimir aus und übertrug letzteren danach die geschäftlichen Angelegenheiten der Werkstatt. Aus seiner 1825 mit Josefa Franziska Proske geschlossenen Ehe gingen zehn Kinder hervor. Seine Söhne Zenobius, Johann Felix, Bernhard, Reinhold und Rafael bildete er zu Bildhauern aus. Weiterhin wirkten in Kutzers Werkstatt u. a. die Maler und Bildhauer Josef Kriesten, Anton Weese und Franz Portsche. 1839 lernte er Ludwig Schwanthaler kennen, der sich von Januar bis Oktober 1839 in Bad Gräfenberg von seinem schweren Gichtleiden zu kurieren suchte. Weiteren Einfluss auf Kutzers hatte eine Begegnung mit Herman Wilhelm Bissen in Bad Gräfenberg. Nach Kutzers Tod übernahm sein Sohn Reinhold (Raimund) die väterliche Werkstatt in Obergrund. Das Haus der Familie Kutzer in Horní Údolí (Obergrund) wurde 1960 abgerissen.

## Werke (Auswahl)
- Ausstattung der Kirche St. Michael in Vrbno pod Pradědem (1837–1844)
- Kreuzigungsgruppe in Skorošice (1847–1849)
- Ausstattung der Wallfahrtskapelle der Hl. Anna in Horní Údolí
- Figur des Seehirten Gill in Rejvíz (nicht erhalten)
- Baldachin-Altäre für die Kirchen in Bruntál, Dolní Dlouhá Loučka, Hnojice und Zlaté Hory
- neogotischer Hochaltar in der Pfarrkirche St. Johannes in Paczków
- Hauptaltar der Kirche Mariä Himmelfahrt in Niepaszyce (1858)
- Hauptaltar der Kirche Mariä Namen in Rejvíz
- Hauptaltar der Pfarrkirche St. Andreas in Ujazd